# 在日イギリス人
在日イギリス人（ざいにちイギリスじん、英語: British people In Japan）は、日本に一定期間在住するイギリス国籍の人々である。日本に帰化したイギリス人、およびその子孫のことはイギリス系日本人と言う。

## 概要

### 人数
日本の法務省の在留外国人統計によると、2024年12月末現在で日本にいる中長期在留者・特別永住者のイギリス人は2万1139人（194国中19位）である。そのうち永住しているイギリス人やその家族は7,010 人であり、それ以外のイギリス人が13,029人である。この他に、公表される在留外国人数に含まれていない、在留資格「外交」・「公用」の者や90日以下の短期滞在者がいる。
人数は在日アメリカ人の3分の1程度であるが、ヨーロッパ諸国出身者の中では在日イギリス人が最も多い。

### 年代
2023年12月末時点で中長期在留者・特別永住者である在日イギリス人の男女比は74対26であり、圧倒的に男性が多い。年代別に見ると30代（4365人）が最も多く、次いで40代（4079人）が多い。年代別の構成比率について在留外国人全体の平均と比べると、40代（25％）は10％ポイント、30代（26％）は3％ポイントそれぞれ高いのに対して、10代（2％）は3％ポイント、20代（14％）は16％ポイントそれぞれ低く、幼児も少ない。

### 在留資格
在日イギリス人（1万6568人、2021年6月末時点）の約6割（57％）は就労制限のない在留資格「永住者」（6332人、資格別内訳中1位）、「永住者の配偶者等」（76人）、「定住者」（188人）及び「日本人の配偶者等」（2779人、同3位）のほか特別永住者（90人）である。制限のある在留資格としては「技術・人文知識・国際業務」（3281人、資格別内訳中2位）及び「教育」（1168人、同4位）が特に多く、以下「家族滞在」（797人、同5位）、「特定活動」（350人、同6位）、「教授」（330人、同7位）、「留学」（307人、同8位）と続く。
在日外国人全体との比較から見ると、「教育」（人数前述、194国中3位）、「教授」（同5位）、「ワーキング・ホリデー」（Working Holiday Visa、69人、同9位）、「興行」（49人、同9位）、「法律・会計業務」（19人、同2位）及び「高度専門職」（1号イ～2号の計243人、同8位）も多い。在日外国人全体に占める在日イギリス人の割合は0.6パーセントに過ぎないが、「法律・会計業務」（14％）と「教育」（10％）の各資格における在日イギリス人の割合は高い。

### 職種
2021年10月末時点の在日イギリス人の労働者人口は、1万1917人（2021年6月末時点の在留数との比率およそ72％）であった（なお失業率については不詳）。産業別の内訳は「教育、学習支援業」（全産業計における構成比47.8％）が最も多く、そのほか「情報通信業」（同6.8％）、「卸売業、小売業」（同6.1％）、「製造業」（同3.5％）、「宿泊業、飲食サービス業」（同2.3％）や「サービス業（他に分類されないもの）」（同9.2％）などであった。
2019年7月1日時点でJETプログラム（「語学指導等を行う外国青年招致事業」）に参加、在日していたイギリス人は560人（57か国中2位）であり、内訳は外国語指導助手（528人）・国際交流員（32人）であった（なおスポーツ国際交流員は0人）。しかしながら、新型コロナウイルス感染症の世界的流行 (2019年-)が生じたために、入国が規制されて2020年での新規招致は行われなかった（そのため2020年7月時点の参加者集計は行われていない）。

### 地域
2023年12月末時点で在日イギリス人の居住地域は関東地方（55％）、近畿地方（15％）、中部地方（10％）が多い。
在留資格別（5位まで）
| 順位 | 在留資格                 | 人数  |
| ---- | ------------------------ | ----- |
| 1    | 永住者                   | 6,880 |
| 2    | 技術・人文知識・国際業務 | 3,350 |
| 3    | 日本人の配偶者           | 3,037 |
| 4    | 教育                     | 1,549 |
| 5    | 特定活動                 | 1,164 |
| 6    | 留学                     | 1,100 |
| 7    | 家族滞在                 | 930   |

都道府県別（6位まで）
| 順位 | 都道府県 | 人数  |
| ---- | -------- | ----- |
| 1    | 東京     | 7,266 |
| 2    | 神奈川   | 1,791 |
| 3    | 大阪     | 1,227 |
| 4    | 北海道   | 1113  |
| 5    | 千葉     | 967   |
| 6    | 兵庫     | 754   |
| 7    | 埼玉     | 717   |

### 家族
2015年時点で在日イギリス人の家族の同伴率（4％）は在日外国人全体の平均（6％）より低い。日本人の配偶者のイギリス人は16％で在日外国人全体の平均（7％）より高く、2506人（8位）居る。

### 香港系イギリス人
香港はかつてイギリスの植民地であったことから、中国への返還後も住民はイギリス国民 (海外)（略称：BN(O)）のパスポートを保有しており、イギリス人として日本に入国・滞在することが可能である。統計上はイギリス人に含まれており、非BN(O)のイギリス人との区別はされていない。

## 歴史

### 2000年代
2006年の在日イギリス人は1万7804人だった。2000年に日本人男性と国際結婚したイギリス人女性は76人、イギリス人男性と結婚した日本人女性は249人だった。

### 2010年代
2010年にイギリスから海外に移民した人は470万人（8位）に及ぶ。最も多い移住先はオーストラリア（120万人）であり、太平洋まで進出するイギリス人は意外と多い。同年、イギリスの海外出稼ぎ労働者は全世界から本国に74億ドル（15位）を送金した。2010年の在日イギリス人は1万6044人であり、2015年は1万5197人だった。

## 著名な在日イギリス人・イギリス系日本人、およびその子孫

### 在日イギリス人
- イアン・ムーア - 俳優
- デービッド・アトキンソン - 金融アナリスト、茶道家、小西美術工藝社社長
- ピーター・バラカン - 音楽評論家
- ベニシア・スタンリー・スミス - ハーブ研究家、エッセイスト

### イギリス系日本人
- C・W・ニコル - 作家
- 豊田エリー - 女性ファッションモデル、タレント
- カレン・ロバート - サッカー選手
- 中条あやみ - 女性ファッションモデル、女優
- 中山エミリ - 女優、タレント
- ベッキー - タレント・女優・歌手
- ハリー杉山 - コメンタリー・タレント
- JOY - モデル・タレント
- ハードキャッスル・エリザベス - フリーアナウンサー
- ジュリア - 女子プロレスラー

香港系イギリス人
アグネス・チャン